# Tegenaria agrestis
Tegenaria agrestis (Eratigena agrestis) er en edderkoppeart der er naturligt forekommende fra Centraleuropa til Centralasien, men også indført til Nordamerika. I Danmark kaldes den ofte ruderat husedderkop, mens den i Nordamerika kaldes hobo spider, hvilket kan oversættes til vagabondedderkop. Det første dokumenterede fund i Skandinavien er fra 2002 i Nordjylland.
Siden fundet i Nordjylland er den blevet fundet mange andre steder, og det er muligt, at den allerede havde været ret udbredt i landet i en del år, men blev overset da den ligner stor husedderkop (Tegenaria atrica eller Eratigena atrica); da den dog ikke er kendt fra de ret detaljerede undersøgelser af edderkoppefauna på diverse danske lokaliteter op igennem 1800-tallet og 1900-tallet, må det stadig formodes, at spredningen er sket inden for de sidste få årtier. I Sverige blev den først opdaget i 2005 ved den svenske side af Øresundsforbindelsen og i Ystad. Stor husedderkop er meget udbredt og almindelige, og er kendt for at fange og spise den mindre Tegenaria agrestis, hvis de mødes.

## Bid
I USA har Tegenaria agrestis haft et ry for at give alvorlige bid, der forårsager vævsskader (nekrose) og vanskeligt lægende sår. Efter fundet på Peberholm i 2005, er information om dens påståede farlighed også blevet gentaget i danske medier. Rapporterede problemer med alvorlige bid i USA har undret, da lignende har manglet fra Europa, og undersøgelser har vist, at giften i amerikanske og europæiske Tegenaria agrestis er den samme.
Den første artikel om vævsskader blev publiceret i 1987; her fik kaniner sår, da de blev injiceret med gift fra edderkoppen. Efterfølgende blev det formodet, at bid fra denne art var skyld i mange tilfælde af vanskeligt lægende sår og vævsskader i USA. Senere forsøg har ikke været i stand til at gentage resultaterne fra kanin-undersøgelsen fra 1987.
Det eneste veldokumenterede tilfælde af et menneske, hvor sådanne sår udvikledes efter et bid fra Tegenaria agrestis, involverede en kvinde der allerede havde årebetændelse (flebit), en sygdom der i sig selv kan give lignende sår, og derfor er det tvivlsomt, at det skyldtes biddet. I andre tilfælde har folk ikke set nogen edderkop eller mærket et bid, men blot formodet at vanskeligt lægende sår skyldtes bid, også selvom det skete i dele af USA, hvor arten ikke findes.
I en undersøgelse af veldokumenterede edderkoppebid i den amerikanske delstat Oregon var et enkelt fra Tegenaria agrestis, og det gav lokal rødme, en smule smerte og let krampe omkring biddet, men ingen vævsskader, vanskeligt lægende sår eller andre længerevarende problemer.
Vævsskader og vanskeligt lægende sår man tidligere har formodet skyldtes bid anses nu generelt for at være almindelige infektioner, f.eks. MRSA, som i øvrigt heller ikke kan overføres af bid af Tegenaria agrestis.
Præcis som i Europa formodes det ikke længere at arten er af medicinsk betydning i USA, men det påpeges dog, at flere undersøgelser er nødvendige.